# Édition de la poésie en France
 (juin 2015).
- Si vous ne connaissez pas le sujet, laissez ce bandeau (vous pouvez alors contacter les auteurs).
- Si vous supprimez le contenu mis en cause (vous pouvez préalablement contacter les auteurs),

argumentez précisément cette suppression dans la page de discussion
(un manque de référence n'est pas un argument ; une recherche réelle de référence doit avoir été effectuée, être formellement documentée).
L'édition de la poésie en France est le fait de plusieurs types d'acteurs : grands ou petits éditeurs, structures spécialisées, jusqu'aux micro-structures. Si la poésie en France a souffert d'un manque d'intérêt de la part du public depuis quelques dizaines d'années, on constate néanmoins qu'aujourd'hui, le secteur poétique connaît un regain d'intérêt et de vitalité. Les maisons d'édition françaises spécialisées dans la poésie contemporaine répondent à un besoin d'expression, de conservation et de renouveau de la langue qui se poursuit activement dès le début des années 2020.

## Édition de la poésie en France

### Édition
L'édition de la poésie en France peut être le fait :
- de grandes maisons d'édition généralistes comme Gallimard[1], Flammarion[2], éditions de la Table ronde, le Mercure de France[3], Actes Sud ;
- de maisons d'édition de taille moyenne comme P.O.L. ;
- De structures plus spécialisées comme Seghers[4] ;
- de maisons d'édition plus petites, soit généralistes comme le Castor astral[5], le Temps qu'il fait, Bruno Doucey, Al Dante, le Temps des cerises, éditions du Cygne[6], soit plus spécialisées comme Obsidiane, Tarabuste[7], Arfuyen, éditions Unes, Dumerchez, Æncrages & Co, Cheyne[8], La Crypte, Voix d'encre, Jacques Brémond[9], Lanskine et bien d’autres (le Corridor bleu, Wigwam, Henry[10],[11], L. Mauguin, etc.), éditions cependant souvent dépendantes d'une subvention du Centre national du livre[12] (sauf pour le cas de la maison d'édition Rougerie qui publie sans subvention du CNL) ;
- d'une myriade de micro-structures, sous forme associative par exemple, dont nombre s'ouvrent aux jeunes auteurs et dont beaucoup pratiquent dans les faits une auto-édition cachée (les personnes associées de l'association étant au catalogue, par exemple).

La poésie se diffuse surtout en poche (notamment la collection « Poésie/Gallimard », la collection « Points Poésie » ou la collection « Orphée » des éditions de la Différence) et en anthologies (voir par exemple les anthologies d'Henri Deluy). À ce titre, il faut signaler la collection « Poètes d'aujourd'hui » créée par Pierre Seghers qui se situe entre les deux, et dont l'idée a été reprise depuis par d'autres. La poésie se diffuse enfin dernièrement en numérique comme aux Éditions de La Mêsonetta.
Certains éditeurs proposent de la poésie non francophone, traduite. Une pratique courante en France est de proposer des recueils bilingues 

### Livres d'artistes et livres audio
La poésie a toujours été proche du livre d'artiste et de la bibliophilie (voir le récent développement du livre pauvre), et que le livre audio, hier par le disque vinyle, la cassette audio et aujourd'hui par le CD ou en téléchargement, est également un vecteur de diffusion de la poésie. Les sites Internet liés à la poésie, contemporaine ou non, multiplient les possibilités d'écoute et de visionnage de la poésie, grâce à des supports qui diffèrent du simple livre.

### Revues
La poésie contemporaine doit beaucoup à l'essor et la prolifération des revues, qui jouent un rôle essentiel dans la diffusion des écrits des poètes et poétesses. Certaines revues de poésie se contentent de paraître de façon aléatoire, sous l'impulsion de quelques poètes contemporains importants ; mais d'autres programment une publication régulière, souvent semestrielle.
Parmi les revues de poésie les plus lues et reconnues, citons Po&sie, le Cahier critique de poésie, Triages, Rehauts, Nioques, Voix d'encre, Thauma, Phœnix, Contre-allées, Place de la Sorbonne, Doc(k)s (axée sur la poésie concrète, visuelle, la performance et la poésie numérique), Nunc, Dissonances, Les Hommes sans épaules, Poésie/première.
D'autres revues, non moins connues, n'ont pas pu poursuivre leur publication papier. Parmi celles-ci, nous pouvons citer Grumeaux, Action poétique, Fusées, Vacarme, le Mâche-Laurier et Java ou Le Nouveau Recueil qui poursuit aujourd'hui sous forme numérique, mais également les revues numériques Secousse des éditions Obsidiane et Paysages écrits. 
Comme pour l'édition, beaucoup d'autres revues de poésie ont une diffusion encore plus restreinte, et là encore, publient surtout de jeunes auteurs et autrices. C'est le cas de Décharge, Arpa, Verso, Friches, À verse, Nouveaux Délits, La Page Blanche, Revue Hexen, etc.
Il existe aussi de nombreuses revues qui ne se publient que par le biais d'Internet. Ce parti-pris s'explique par, non seulement, l'annulation des coûts d'impression et frais, mais aussi dans l'intérêt d'accroître la visibilité de la poésie sur les plateformes numériques. Les sites Poezibao, Recours au poème, Le Capital des Mots, Sitaudis, Francopolis, etc., sont des lieux d'expression numérique privilégiés qui permettent de découvrir à plus grande échelle les multiples facettes de la poésie contemporaine et offrent une vitrine aux multiples éditeurs de poésie, qu'ils soient petits et grands. Ce sont aussi les premiers espaces de promotion des recueils de poésie qui paraissent. De même, les réseaux sociaux sont de plus en plus sollicités par les poètes, qu'ils soient connus et publiés ou non.